# یواس‌اس پتوکا (ای‌او-۹)
یواس‌اس پتوکا (ای‌او-۹) (به انگلیسی: USS Patoka (AO-9)) یک کشتی بود که طول آن ۴۷۷ فوت ۱۰ اینچ (۱۴۵٫۶۴ متر) بود. این کشتی در سال ۱۹۱۹ ساخته شد.